# Елена Костова
Елена Михайлова Костова е българска драматична актриса и преводач.

## Биография
Родена е във Враца на 15 юли 1897 г. През 1918 г. дебютира като актриса на сцената на Русенски общински театър в ролята на Мариана в „Скъперникът“ от Молиер. От 1920 до 1921 г. учи актьорско майсторство в частната театрална школа на проф. Валнер във Виена. Актриса е в Задружен театър, Хасковски градски театър, Плевенски градски театър, „Народна студия“, Варненски общински театър, „Нова сцена“, „Т-35“, Кооперативен народен театър, Бургаски общински театър, „Съвременен театър“, Южнобългарски театър, Народен театър, Народен театър за младежта. Прави преводи на драматически произведения, които се играят на сцената на Народния театър, както и театрална литература.

## Роли
Елена Костова играе множество роли, по-значимите са:
- Анисия – „Силата на мрака“ от Лев Толстой
- Наташа – „Унижените и оскърбените“ от Фьодор Достоевски
- Вишневска – „Доходно място“ от Александър Островски
- Кметицата – „Вампир“ от Антон Страшимиров
- Сватята – „Криворазбраната цивилизация“ от Добри Войников[1]